# Tricholoma huronense
Espèce
Tricholoma huronense est une espèce de champignons du genre des tricholomes. Il a été décrit en 1942 par le mycologue américain Alexander Hanchett Smith à partir d'une collection du Michigan.

## Publication originale
(en) Alexander Hanchett Smith, New and unusual Agarics from Michigan – III, vol. 27, coll. « Papers of the Michigan Academy of Sciences » (no 1), 1942, p. 57-74